# Vrádište
Vrádište es un municipio del distrito de Skalica en la región de Trnava, Eslovaquia, con una población estimada a final del año 2024 de 848 habitantes.
Se encuentra ubicado al norte de la región, en los pequeños Cárpatos y cerca del río Morava (cuenca hidrográfica del Danubio) y de la frontera con la República Checa.

## Demografía
| Año        | 1994 | 2004     | 2014     | 2024    |
| ---------- | ---- | -------- | -------- | ------- |
| Población  | 598  | 682      | 789      | 848     |
| Diferencia |      | +14,04 % | +15,68 % | +7,47 % |

| Año        | 2023 | 2024    |
| ---------- | ---- | ------- |
| Población  | 846  | 848     |
| Diferencia |      | +0,23 % |